# Live in Paris (альбом Дайаны Кролл)
| Оценки критиков                      | Оценки критиков |
| Источник                             | Оценка          |
| ------------------------------------ | --------------- |
| The Absolute Sound                   | [ 1 ]           |
| AllMusic                             | [ 2 ]           |
| Robert Christgau                     | [ 3 ]           |
| The Penguin Guide to Jazz Recordings | [ 4 ]           |

The Look of Love — первый концертный альбом канадской певицы Дайаны Кролл, вышедший 1 октября 2002 года на лейбле Verve Records. Альбом был записан во время аншлаговых концертов Кролл в парижской «Олимпии» с 29 ноября по 2 декабря 2001 года и включает песни из её альбомов Only Trust Your Heart (1995), All for You: A Dedication to the Nat King Cole Trio (1996), When I Look in Your Eyes (1999) и The Look of Love (2001).
Только в США альбом был продан тиражом более 500 000 копий, а видеоклип — более 200 000 копий. Альбом получил премию «Грэмми» 2003 года в номинации «Лучший джазовый вокальный альбом» и премию «Джуно» 2003 года в номинации «Вокальный джазовый альбом года». По версии журнала Billboard альбом занял восьмое место в рейтинге лучших джазовых альбомов десятилетия.
CD-альбом был выпущен в Великобритании под названием A Night in Paris с другой обложкой; в трек-листе отсутствует композиция «Maybe You’ll Be There», зато включены бонус-трек «Charmed Life» и клип на песню «The Look of Love».

## Об альбоме
Альбом получил положительные отзывы музыкальных критиков и получил премию Грэмми.
Кристофер Лаудон из JazzTimes написал: «Я полагаю, что продюсер Томми Липума, мудрый пульсолог, которым он является, понял, что Кролл давно пора вернуться к основам. Если это так, то 10 баллов Томми. Если не считать присутствия на двух из 11 треков альбома сиропного, но приглушенного оркестра Orchestre Symphonique Europeen, Live in Paris представляет собой обнаженную красавицу из Британской Колумбии, страсть полностью обнажена, интенсивность доведена до 11. Сыро, без подслушивания, чисто. Krall 101».
Наиль Гейдер из The Absolute Sound заявил: «Поверхности мертво тихие, а пластинка легче стоит на ногах, более многослойная, воздушная, мелкозернистая и прозрачная. Live in Paris — отличное дополнение к коллекции LP».
Джефф Чебульски из Paste отметил: «Тем временем Кролл распевает голубые ноты, которые раньше принадлежали Кассандре Уилсон (в песне Джони Митчелл „A Case of You“), шепчет нежные баллады и даже немного скэт — долгожданное возвращение к ее ранней форме, до того как давление рынка взяло верх».
Диск возглавил джазовый чарт в США (Traditional Jazz Albums) и был № 2 в Billboard Jazz.

## Список композиций

### CD
| №                   | Название                                 | Автор(ы)                     | Длительность |
| ------------------- | ---------------------------------------- | ---------------------------- | ------------ |
| 1.                  | «I Love Being Here with You»             | Peggy Lee William Schluger   | 5:12         |
| 2.                  | «Let's Fall in Love»                     | Harold Arlen Ted Koehler     | 4:34         |
| 3.                  | «'Deed I Do»                             | Walter Hirsch Fred Rose      | 5:18         |
| 4.                  | «The Look of Love»                       | Burt Bacharach Hal David     | 5:00         |
| 5.                  | «East of the Sun (and West of the Moon)» | Brooks Bowman                | 5:58         |
| 6.                  | «I've Got You Under My Skin»             | Cole Porter                  | 7:24         |
| 7.                  | «Devil May Care»                         | Bob Dorough Terrell Kirk     | 6:52         |
| 8.                  | «Maybe You'll Be There»                  | Rube Bloom Sammy Gallop      | 5:48         |
| 9.                  | «'S Wonderful»                           | George Gershwin Ira Gershwin | 6:00         |
| 10.                 | «Fly Me to the Moon»                     | Bart Howard                  | 6:06         |
| 11.                 | «A Case of You»                          | Joni Mitchell                | 6:50         |
| 12.                 | «Just the Way You Are»                   | Билли Джоэл                  | 5:00         |
| Общая длительность: | Общая длительность:                      | Общая длительность:          | 70:02        |

| №                   | Название            | Автор(ы)            | Длительность |
| ------------------- | ------------------- | ------------------- | ------------ |
| 13.                 | «Charmed Life»      | Diana Krall         | 2:48         |
| Общая длительность: | Общая длительность: | Общая длительность: | 72:50        |

### DVD and Blu-ray
| №   | Название                                 | Автор(ы)                    | Длительность |
| --- | ---------------------------------------- | --------------------------- | ------------ |
| 1.  | «I Love Being Here with You»             | Lee Schluger                |              |
| 2.  | «All or Nothing at All»                  | Arthur Altman Jack Lawrence |              |
| 3.  | «Let's Fall in Love»                     | Arlen Koehler               |              |
| 4.  | «The Look of Love»                       | Bacharach David             |              |
| 5.  | «Maybe You'll Be There»                  | Bloom Gallop                |              |
| 6.  | «'Deed I Do»                             | Hirsch Rose                 |              |
| 7.  | «Devil May Care»                         | Dorough Kirk                |              |
| 8.  | «Cry Me a River»                         | Arthur Hamilton             |              |
| 9.  | «I've Got You Under My Skin»             | Porter                      |              |
| 10. | «East of the Sun (and West of the Moon)» | Bowman                      |              |
| 11. | «I Get Along Without You Very Well»      | Hoagy Carmichael            |              |
| 12. | «Pick Yourself Up»                       | Jerome Kern Dorothy Fields  |              |
| 13. | «'S Wonderful»                           | G. Gershwin I. Gershwin     |              |
| 14. | «Love Letters»                           | Victor Young Edward Heyman  |              |
| 15. | «I Don't Know Enough About You»          | Lee Dave Barbour            |              |
| 16. | «Do It Again»                            | G. Gershwin Buddy DeSylva   |              |
| 17. | «A Case of You»                          | Mitchell                    |              |

## Позиции в чартах
| Чарт (2002)                             | Высшая позиция |
| --------------------------------------- | -------------- |
| Австралия (ARIA)                        | 41             |
| Австралия Jazz & Blues Albums (ARIA)    | 2              |
| Австрия (Ö3 Austria)                    | 19             |
| Бельгия/Фландрия (Ultratop)             | 39             |
| Бельгия/Валлония (Ultratop)             | 20             |
| Канада (Canadian Albums Chart)          | 3              |
| Нидерланды (Album Top 100)              | 66             |
| Европа European Albums (Music & Media)  | 23             |
| Франция (SNEP)                          | 23             |
| Германия (Offizielle Top 100)           | 53             |
| Италия (Classifica album)               | 24             |
| Япония (Oricon)                         | 83             |
| Новая Зеландия (RMNZ)                   | 6              |
| Норвегия (VG-lista)                     | 5              |
| Польша (ZPAV)                           | 30             |
| Португалия (AFP)                        | 26             |
| Шотландия (Scottish Albums Chart)       | 49             |
| Швеция (Sverigetopplistan)              | 15             |
| Швеция Jazz Albums (Sverigetopplistan)  | 1              |
| Швейцария (Schweizer Hitparade)         | 30             |
| Великобритания (UK Albums Chart)        | 30             |
| 2                                       |                |
| США (Billboard 200)                     | 18             |
| США (Billboard Top Jazz Albums)         | 2              |
| США Traditional Jazz Albums (Billboard) | 1              |

## Сертификации
| Регион | Сертификация  | Продажи  |
| --- | ------------- | -------- |
| Аргентина (CAPIF) | Золотой       | 20 000^  |
| Австралия (ARIA) | Золотой       | 35 000^  |
| Австрия (IFPI Austria)                                                                                                   | Золотой       | 15 000*  |
| Бразилия (ABPD) | Золотой       | 50 000*  |
| Канада (Music Canada) | 2× Платиновый | 200 000^ |
| Польша (ZPAV) | Золотой       | 20 000*  |
| Великобритания (BPI) | Золотой       | 100 000^ |
| США (RIAA) | Золотой       | 500 000^ |
| * Данные о продажах приведены только на основе сертификации. ^ Данные о тиражах приведены только на основе сертификации. |               |          |

| Регион                                                      | Сертификация  | Продажи  |
| ----------------------------------------------------------- | ------------- | -------- |
| Австралия (ARIA)                                            | Платиновый    | 15 000^  |
| Канада (Music Canada)                                       | 6× Платиновый | 60 000^  |
| США (RIAA)                                                  | 2× Платиновый | 200 000^ |
| ^ Данные о тиражах приведены только на основе сертификации. |               |          |